# 佐木飛朗斗
佐木 飛朗斗（さき ひろと、1962年3月6日 - ）は、日本の作家・漫画原作者。神奈川県横浜市出身。

## 概要
小池一夫のスタジオシップに就職後、同じく社員であった鍋島雅治と競い合うように漫画原作の投稿を続け、プロデビュー。代表作は『疾風伝説 特攻の拓』など。同作品をはじめ、横浜を舞台とした暴走族漫画の原作を数多く書いている。また、作中にロックやクラシックなど音楽への傾倒が垣間見られる作品があり、音楽を主題とする作品『パッサカリア Op.7』『爆麗音』なども手がけている。
作風としては、単語を引用符「“ ”」でくくって強調する独特な台詞回しや、コマ内部に漫符「! ?」を多用する演出などが最大の特徴。
設定面では、『疾風伝説 特攻の拓』を中心に、登場する暴走族や学校などの名称が複数の作品に渡って登場しており、一種のスターシステム制が採られている。2008年開始の『外天の夏』においては、それまでの横浜を舞台とする作品群における各種設定を統合し「集大成」としてクロスオーバー化（ハイパーリンク化）が明確になり、2010年開始の『爆音伝説カブラギ』および2014年開始の『R-16R』でも同様の手法がとられている。
自身の作品に登場するバイクやギターのカスタムモデルを実際に所有しており、自身の公式サイトではそれらの画像を紹介している（「天羽時貞のサドウスキー」や「高遠陸夫のセロー」など）。また講談社の漫画総合サイト「コミックプラス」における特設ページでは、自らギターを演奏するYouTube動画「小説版特攻の拓新装版&外伝アーリーディズ第4巻発売記念MOVIE」が公開されている。
2011年の東日本大震災以降、連載中の各作品の冒頭に「立ち上がろう!日本!!」のメッセージを、作画担当者のイラストとともに掲載する事が恒例となっている。

## 作品一覧

### 連載中の作品
- R-16R - 作画：東直輝、月刊ヤングマガジン（講談社）連載休止中、既刊8巻（2022年1月24日時点）
- 疾風伝説 特攻の拓 〜After Decade〜 - 作画：：桑原真也、月刊ヤングマガジン（講談社）連載中、既刊8巻（2022年1月24日時点）

### 完結作品
- R-16 - 作画：桑原真也、ヤングマガジンアッパーズ→週刊ヤングマガジン（ともに講談社）連載、全12巻
- 疾風伝説 特攻の拓 - 作画：所十三、週刊少年マガジン（講談社）連載、全27巻（書き下ろしの続編小説版を加えると全32巻＋外伝小説全3巻）
- 疾風伝説 特攻の拓 外伝 〜Early Day's〜 - 作画：所十三、月刊ヤングマガジン（講談社）連載、全5巻
- 外天の夏 - 作画:東直輝、週刊ヤングジャンプ（集英社）連載、全5巻
- 紡!DANGAN★DRIVE!! - 作画：奥谷通教、月刊少年マガジン（講談社）連載、全15巻
- テルミ×テルミ×テルミ - 作画：岡田鯛、週刊少年マガジン（講談社）連載、全3巻
- 永遠の詩 - 作画：上田ナツオ、週刊少年マガジン（講談社）連載、全6巻
- 爆音伝説カブラギ - 作画：東直輝、マガジンSPECIAL（講談社）、全19巻
- 爆剣伝説 閻魔の息子達 - 作画：東直輝、月刊ヤングマガジン（講談社）、全1巻
- 爆麗音 - 作画:山田秋太郎、ビジネスジャンプ（集英社）連載、全7巻
- パッサカリア Op.7 - 作画：山田秋太郎、月刊少年ジャンプ（集英社）連載、単巻
- 妖変ニーベルングの指環 - 作画：東直輝、週刊少年チャンピオン（秋田書店）連載、既刊1巻（2010年2月8日時点）※以下、未刊。
- 霊獣記 - 作画：岡田鯛、マガジンGREAT（講談社）連載、全7巻

### 掲載誌不明作品
- 朧伝 - 作画：有沢夏巳（JIGEN・文苑堂東京店）、単巻、ISBN　9784938343071
- ヨコハマ激走曲 - 作画：森カズミ（小池書院）、全2巻、ISBN 9784883150267、ISBN 9784883150274

## 小説
- 小説 特攻の拓 外伝（講談社）全3巻 ※挿絵：所十三

1. 特攻の拓 疾風伝説の彼方に
2. 特攻の拓・2 解き放たれた野性の天使達
3. 特攻の拓・3 不良少年達の肖像

- 小説 疾風伝説 特攻の拓（講談社）
  - 疾風伝説 特攻の拓 Version28 ※挿絵：もりかずみ
  - 疾風伝説 特攻の拓 Version29
  - 疾風伝説 特攻の拓 Version30
  - 疾風伝説 特攻の拓 Version31
  - 疾風伝説 特攻の拓 Version32 完結編
- 小説 R-16 （講談社）上下巻
  - R-16 秋の16歳（上）
  - R-16 秋の16歳（下）